# Кита (Киото)
Кита (яп. 北区, きたく [kʲita ku]) — район города Киото префектуры Киото в Японии. По состоянию на 1 июля 2012 года население района составило 120 840 человек, плотность населения — 1270 чел / км ².

## Название
Топоним «Кита» дословно означает «северный район».

## История
- 1 сентября 1955 — выделен район Кита из состава района Камигё.

## Достопримечательности
- Кинкаку-дзи
- Дайтоку-дзи